# Nellyville
Nellyville è il secondo album del rapper statunitense Nelly, pubblicato il 25 giugno 2002 per la Universal Records.
Prodotto dal duo The Neptunes e Just Blaze, contiene due dei singoli in assoluto di maggiore successo del rapper: Dilemma e Hot in Herre, entrambi saliti in cima a tutte le classifiche Billboard per 10 e 7 settimane.
L'album, registrato 7 volte disco di platino, ha ricevuto recensioni molto positive da parte della critica musicale, che ne ha elogiato temi, melodie e stile.
Nellyville ha inoltre vinto il Grammy Award per il miglior album dell'anno, battendo gli altri nominati Jay-Z e Nas, oltre che altri numerosissimi premi, per i singoli e per il cantante Nelly.

## Descrizione
Nelly nell'album ha duettato con molti altri cantanti famosi di generi diversi dal suo, come Kelly Rowland nel celebre duetto Dilemma, Murphy Lee, Justin Timberlake, Beanie Sigel e Freeway.

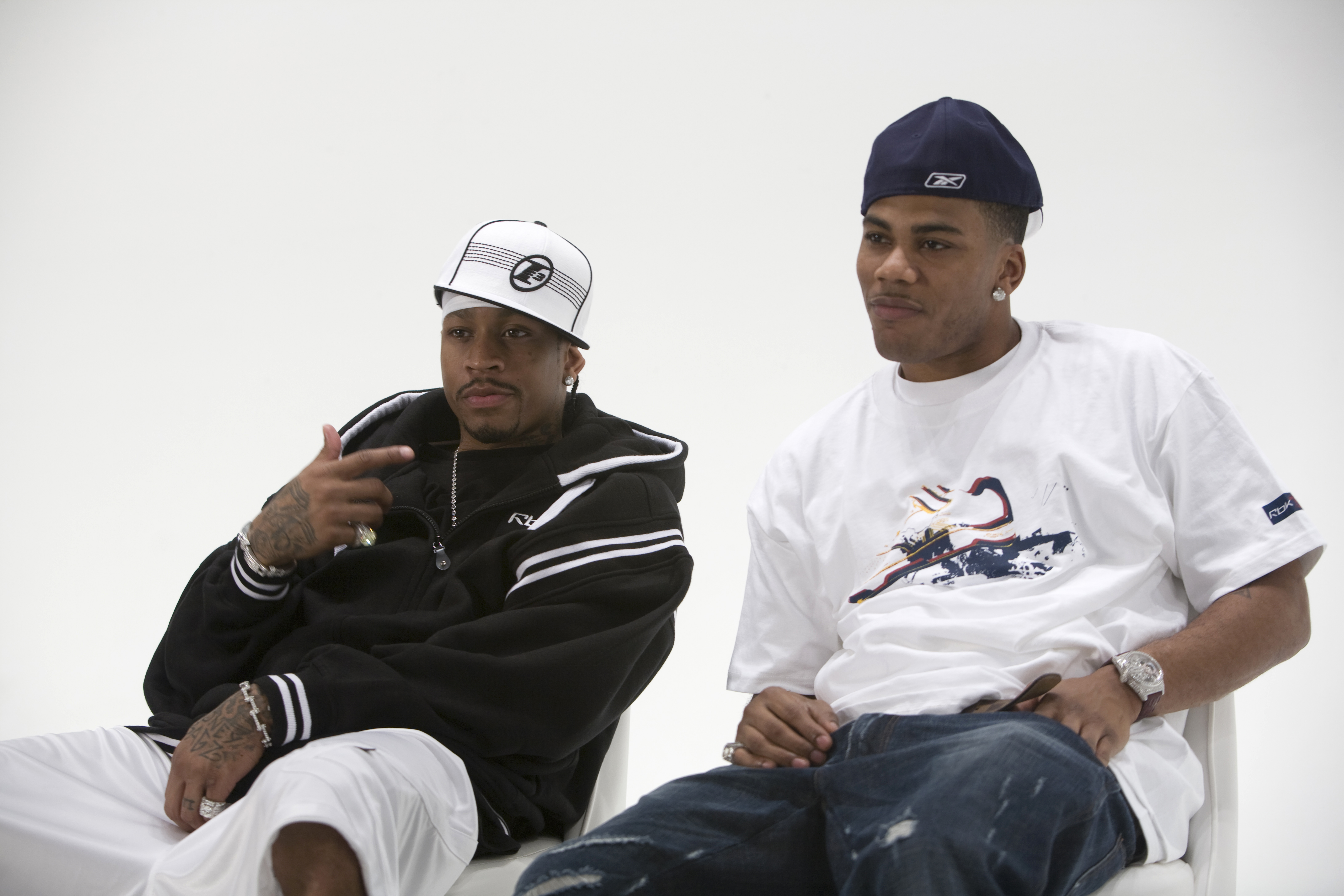
Nelly, assieme ad Allen Iverson, nel 2002 durante i giorni dell'uscita di Nellyville

## Accoglienza
Nellyville già da due giorni immediatamente seguenti all'uscita, nel 25 giugno 2002, ha raggiunto il numero 1 della Billboard 200 degli Stati Uniti, rimanendoci per 6 settimane e vendendo oltre 725.000 copie, superando di oltre 200mila il precedente album di Nelly Country Grammar (2000), che ha inoltre debuttato "solo" al 3º posto della classifica.
Con il singolo Hot in Herre al numero 1 della Billboard Hot 100 quella stessa settimana, Nelly era in possesso del 1º posto in 10 classifiche diverse Billboard. Dopo la sua uscita, Nellyville ha superato 1,5 milioni di copie durante la terza settimana dalla sua uscita: nel corso della quarta settimana, l'album è stato superato da Busted Stuff della Dave Matthews Band.
Il 9 giugno 2003, Nellyville è stato certificato 7 volte disco di platino dalla Recording Industry Association of America (RIAA) per aver raggiunto oltre 6 milioni di copie vendute nei soli Stati Uniti.
Il 16 marzo 2011, l'album ha venduto in totale 7 milioni di copie negli Stati Uniti, diventando ufficialmente il 14º album rap più venduto di tutti i tempi.
Infine Nellyville è stato classificato come il 174° miglior album di tutti i tempi nella Billboard Top 200 Albums of All Time.

### Riconoscimenti
Ai Grammy Awards 2002, Nellyville ha vinto il titolo di Album dell'anno e la nomination al Miglior album rap, mentre Dilemma ha trionfato in tutte le categorie a cui è stata candidata: Miglior collaborazione e Registrazione dell'anno (riconoscimento più alto di tutto il festival per una canzone); mentre Hot in Herre ha vinto come Miglior interpretazione rap.
Per Nellyville Nelly ha inoltre ricevuto tre nomination ai BET Awards, nelle categorie "Miglior artista hip-hop maschile", "Miglior collaborazione" (per Dilemma) e "Video dell'anno" (sia per Dilemma che per Hot in Herre). Nel 2003, agli American Music Awards, Nelly è stato l'"Artista maschile pop/rock preferito dal pubblico" (premio Fan's Choice), così come Nellyville l'"Album pop/rock preferito dalla giuria.
Nel 2002 Nelly ha poi ricevuto 6 premi ai Billboard Music Awards, tra cui quello come Artista dell'anno.
Infine, nelle classifiche Billboard di fine anno 2002, l'album si è classificato terzo nella classifica mondiale Billboard 200, divenendo ufficialmente il maggiore successo in tutta la carriera di Nelly.

## Tracce
1. Nellyville
2. Gettin' It Started (feat. Cedric the Entertainer & La La)
3. Hot in Herre
4. Dem Boyz (feat. Kyjuan & Murphy Lee)
5. Oh Nelly (feat. Murphy Lee)
6. Pimp Juice
7. Air Force Ones (feat. Ali, Kyjuan & Murphy Lee)
8. In The Store (feat. Cedric the Entertainer & La La) (Music by Waiel "Wally" Yaghnam)
9. On The Grind (feat. King Jacob)
10. Dilemma (feat. Kelly Rowland)
11. Splurge
12. Work It (feat. Justin Timberlake)
13. Roc the Mic (Remix) (feat. Freeway, Murphy Lee & Beanie Sigel) (Produced by Just Blaze)
14. The Gank
15. 5000
16. #1
17. CG 2 (feat. Kyjuan & Murphy Lee)
18. Say Now
19. Fuck It Then (feat. Cedric the Entertainer & La La) (Music by Waiel "Wally" Yaghnam)
20. Stick Out Ya Wrist (feat. Toya)

### Campionamenti
- Il più grande successo dell'album, Dilemma, contiene campionamenti di Love, Need and Want You di Patti LaBelle, Misunderstanding di D Train, BMW di Phemza The Kween e R&B di Lil Swae.
- Il celebre brano Hot in Herre contiene un campionamento di Bustin' Loose eseguita da Chuck Brown.
- Il brano Pimp Juice contiene un campionamento dal medley di Love Comes in All Colors dei The Staple Singers.

## Classifiche

### Classifiche settimanali
| Classifica (2002)               | Posizione massima |
| ------------------------------- | ----------------- |
| Australia                       | 2                 |
| Austria                         | 9                 |
| Belgio                          | 10                |
| Canada                          | 2                 |
| Danimarca                       | 6                 |
| Paesi Bassi                     | 4                 |
| Finlandia                       | 6                 |
| Francia                         | 25                |
| Germania                        | 2                 |
| Irlanda                         | 3                 |
| Italia                          | 25                |
| Giappone                        | 28                |
| Nuova Zelanda                   | 2                 |
| Norvegia                        | 9                 |
| Polonia                         | 7                 |
| Portogallo                      | 8                 |
| Scozia                          | 8                 |
| Svezia                          | 11                |
| Svizzera                        | 6                 |
| Regno Unito                     | 2                 |
| Stati Uniti (Billboard 200)     | 1                 |
| Stati Uniti (Billboard Hot 100) | 1                 |

### Classifiche di fine anno
| Classifica (2002)               | Posizione massima |
| ------------------------------- | ----------------- |
| Australia                       | 11                |
| Austria                         | 49                |
| Belgio                          | 24                |
| Canada                          | 9                 |
| Paesi Bassi                     | 22                |
| Francia                         | 112               |
| Germania                        | 22                |
| Nuova Zelanda                   | 9                 |
| Svizzera                        | 23                |
| Regno Unito                     | 22                |
| Stati Uniti (Billboard 200)     | 3                 |
| Stati Uniti (Billboard Hot 100) | 3                 |